# ديريك نيفن
ديريك نيفن (بالإنجليزية: Derek Niven)‏ هو لاعب كرة قدم بريطاني في مركز الوسط، ولد في 12 ديسمبر 1983 في فلكرك في المملكة المتحدة. لعب مع بولتون واندررز وريث روفرز وغريمسبي تاون ونادي تشيسترفيلد ونورثامبتون تاون.

## وصلات خارجية
- ديريك نيفن على موقع قاعدة بيانات كرة القدم.إي يو (الإنجليزية)
- ديريك نيفن على موقع Soccerbase.com (لاعب) (الإنجليزية)